# Орджоникидзевский район (Новокузнецк)
Орджоники́дзевский район — один из шести административных районов города Новокузнецка. Район занимает почти четверть (23 %) территории Новокузнецка, при этом в районе проживает всего 15 % населения. Расположен на правом и на левом берегах реки Томь.
Находится на востоке города. Район граничит на западе с Кузнецким районом Новокузнецка, на юго-востоке с Атамановским сельским поселением Новокузнецкого муниципального района, на юге и юго-западе с Еланским сельским поселением Новокузнецкого муниципального района, на севере и северо-востоке с Сидоровским сельским поселением Новокузнецкого муниципального района. Состоит из пяти микрорайонов: Новобайдаевский, Байдаевский, Притомский, Зыряновский, Абашевский. При этом имеются исторически сложившиеся названия частей района: Верхняя Колония, Новобайдаевка, Байдаевка, Зыряновка, Монтаж, Белые Дома, Абашево, Три-Четыре, Абагурская площадка.
Основные улицы района — проспект Шахтёров, улицы Мурманская, Разведчиков, Зыряновская, Пушкина, Байдаевское и Притомское шоссе.
До 1 июля 1960 года Орджоникидзевский район Новокузнецка располагался вовсе не там, где расположен современный Орджоникидзевский район. На левом берегу Томи, были расположены Куйбышевский, Молотовский и Орджоникидзевский районы (Верхняя и Нижняя Колонии, примерно — территория КМК). В 1957 году Молотовский район был переименован в Центральный, а 1 июля 1960 года был образован Орджоникидзевский район в современных границах путём выделения из состава Кузнецкого района. Этим же решением территория бывшего Орджоникидзевского района была включена в состав Центрального района Новокузнецка.
На территории Абашево и Зыряновки 335 многоэтажных домов (в конце 2015 −338 домов)
На территории Байдаевки и Новобайдаевского микрорайона имеется 115 многоквартирных домов, в них 13000 квартиры, а также 679 частных домов. По состоянию на 1 января 2016 года в Орджоникидзевском районе 431 многоквартирный дом, в котором 30252 квартир, а также 7751 частный дом.

## История
Первое упоминание о районе датируется 1626 годом, почти сразу после постройки Кузнецкого острога. В районе реки Царёвая возникло первое укрепление будущего района — деревня Фески, выполнявшей вспомогательную роль для Кузнецкого острога в защите границ России. Деревня знаменовала дальний рубеж защиты Кузнецка, отсюда начинались сельскохозяйственные угодья города. Дальнейшее развитие района связано с обнаружением в округе запасов каменного угля и его добычей.
10 августа 1721 года научная экспедиция Даниэля Мессершмидта в 25 км от Кузнецка, неподалёку от устья реки Абашевая, обнаружила горящий пласт угля. Это было первое открытие угольных запасов Кузбасса, совершённое на месяц раньше открытия Михайло Волкова.
Спустя 50 лет, в 1771 году Степан Кашкаров — участник научной экспедиции по Сибири Петера Палласа, во время сплава по Томи обнаружил Есаулов утес с пластом каменного угля. В это же время на Томском заводе проводились первые опыты по использованию каменного угля в металлургическом производстве. По указанию Якова Реброва на берегу реки Томи было добыто в течение 1789—1790 годов более тысячи пудов каменного угля открытым способом.

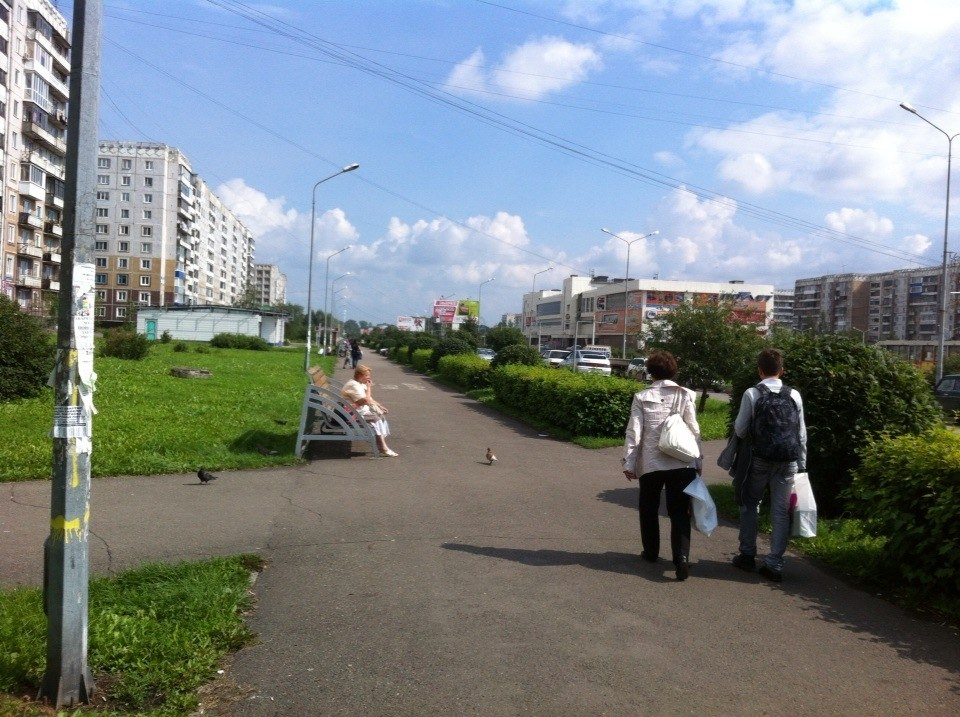
Проспект Шахтёров

Интенсификация развития района приходится на конец 30—х годов XX столетия: разведанные запасы коксующихся углей начали формировать угольные шахты Байдаевского угольного месторождения, превращая район в один из ведущих центров угледобычи Кузбасса, и закладывая новый городской район растущего города. На тот момент, район представлял собой череду посёлков: Байдаевка, Фески, Зыряновка, Абашево. На первых генеральных планах Кузнецка район значится как Абашево-Байдаевский планировочный район.
Район стал развиваться в 1937 году с посёлка Верхняя Байдаевка, застроенным 2-, 3-этажными домами, а также велось индивидуальное строительство до Фесков. К концу 1930—х годов появились первые предприятия: Байдаевская автобаза, шахта «Байдаевская» и другие. С 1942—1943 годов в Байдаевке строительство прекратилось и перекинулось в Фески.
Дальнейшее развитие района связано с образованием шахт «Абашевская» (1943), «Зыряновская» (1946), «Байдаевские уклоны» (1954) и других. В 1945—1950 годах при формировании генерального плана города был разработан и детальный план Байдаевского района (авторы: архитекторы Б. Е. Светличный, В. А. Черняховский). Проектом было предложено объединение трёх жилых поселков Байдаевки, Зыряновки, Абашево, растянувшихся по реке Томь на 9 км, в единый район. Предполагалось связать район с центром города электрифицированной железной дорогой, трамваем. В каждом из этих микрорайонов были запроектированы центральные улицы, площади, обстроенные зданиями повышенной этажности.

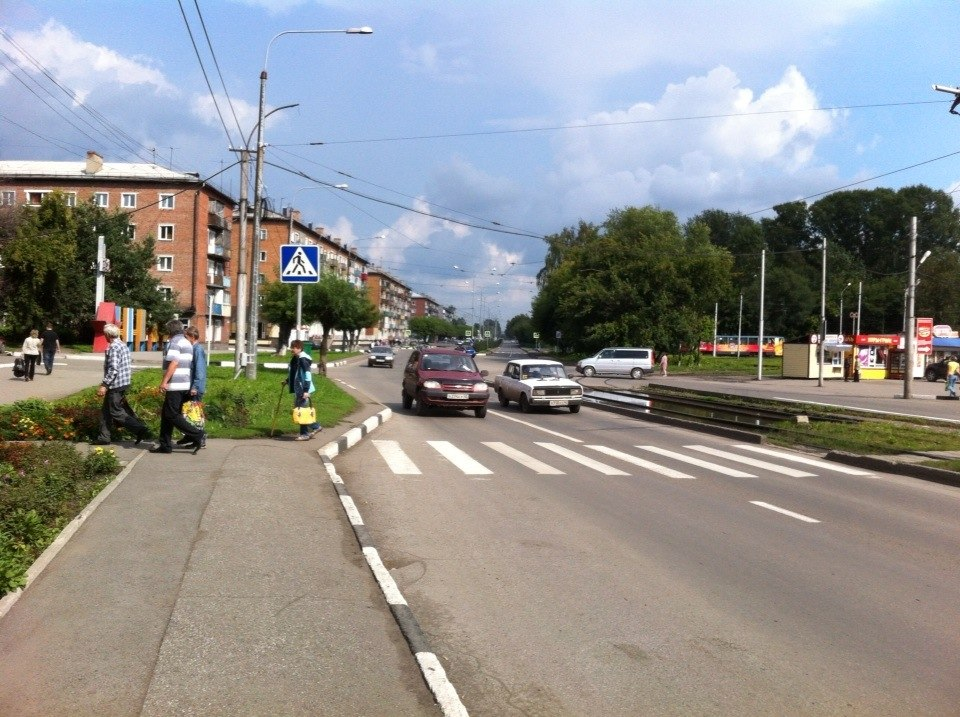
Улица Разведчиков

Как административный район города, Орджоникидзевский район был выделен из Кузнецкого 1 июля 1960 года, центром района обозначен посёлок Абашево, были установлены границы между Кузнецким и Орджоникидзевским районами. На момент образования в районе проживало около 56 тысяч человек, действовало 20 промышленных предприятий, из них 6 шахт и один угольный разрез, 5 строительных управлений и 2 завода. Большая часть населения проживала в частном секторе. Весь жилой фонд состоят из 708 домов, при этом более 70 % из них были с печным отоплением, лишь 2 % жителей района были обеспечены горячей водой. Из-за недостатка школ занятия проходили в три смены, тяжела была ситуация и с детскими дошкольными учреждениями, отсутствовала детская библиотека, музыкальная школа, учреждения среднего профессионального образования.
В 1970—е годы институтом «Кузбассгражданпроект» разрабатывается новый проект детальной планировки Орджоникидзевского района: ветхие частные дома стали сносить и строить пятиэтажки, школы, детские сады. Помимо прочего предполагалось застроить район вплоть до берега Томи на всём протяжении, построить новые многоуровневые развязки, 2 автомобильных моста (в дополнение к Байдаевскому), объекты социально-культурного назначения (кинотеатры, библиотеки, музеи). Однако многое из задуманного не реализовано.
Тем не менее, в 1981 году была построена трамвайная линия, связывающая Кузнецкий район Новокузнецка сначала с Байдаевкой, а затем с 1987 года с Зыряновкой. Также построены новые жилые многоэтажные массивы в Зыряновке и Новобайдаевке. Уже в 1990-х были построены несколько современных домов на Мурманской ул. и в Новобайдаевке.
В настоящее время район развивается, вновь строятся многоэтажные дома, образовываются новые улицы (например, новая улица Братьев Сизых). Часть населения по прежнему работает на шахтах, но назвать шахтёрским этот район уже нельзя.

## Экономика
Основные застройщики — Новокузецкремстрой и Новокузнецкий ДСК.
На территории района находятся:
- ООО АТП Южкузбассуголь (671 сотрудник). С 1959 года
- ООО Патп-4 (200 человек). С 2014 года
- Байдаевская автобаза (15 человек). С 1938 года.
- Торговые центры Восток, Новобайдаевский, Полёт, Лента
- Новокузнецкий завод по переработке покрышек
- Строительные организации
- Шахты
- Молочный завод «Родная земля»
- Фабрика «Трапеза»
- Ресторан Папа Карло
- Пекарня Папа Карло

## Хронология становления и развития района
- 1626 — образована деревня Фески, основана поселенцами Байдаевыми, Бессоновыми, Муратовыми и др.[14]
- 1721 — экспедиция Даниэля Мессершмидта близ устья р. Абашевая обнаружила горящий пласт угля
- 1771 — научная экспедиция П.С. Палласа во время сплава по Томи обнаружила Есаулов утес с пластом каменного угля[14]
- 1937 — основана деревня Верхняя Байдаевка
- 1938, 20 марта — образована «Байдаевская автобаза»[14]
- 1939 — открыта школа № 19 имени Николая Клименко[16]
- 1939, 31 декабря — открытие шахты «Байдаевская»[14]
- 1943, 29 июля — открытие шахты «Абашевская»[14][17]
- 1944 — пущена в строй центральная обогатительная фабрика (ЦОФ) «Абашевская»[14]
- 1946, 29 марта — открытие шахты «Зыряновская»[14][17]
- 1947 — организовано Байдаевское дорожно-строительное управление[* 2][14]
- 1947 — открылась районная библиотека[14]
- 1949 — построен стадион шахты «Байдаевская»[* 3][14]
- 1949, октябрь — открыта школа № 86[* 4][18]
- 1952, ноябрь — сдан в эксплуатацию Дворец культуры имени XIX Партсъезда[14]
- 1953 — сдан в эксплуатацию Байдаевский мост[14]
- 1954, июль — введена в строй шахта «Абашевская 3-4»[* 5][10]
- 1954, 31 декабря — вступил в строй разрез «Байдаевский»[* 6][14]
- 1955 — открыта школа № 60[19]
- 1955 — открыта школа № 28
- 1954, июль — введена в строй шахта «Байдаевские уклоны»[* 7][10]
- 1957 — открыта школа № 64[20]
- 1958 — открыта аптека № 66, старейшая аптека района, расположена по Мурманской улице, 66[14]
- 1958 — открыта школа № 76 на Мурманской улице, 1[* 8][21]
- 1958 — открыта школа-интернат № 53[22]
- 1959, 4 октября — открыт первый в Кемеровской области планетарий, размещался во Дворце культуры имени В. Маяковского в Абашеве[10]
- 1960 — открыта школа № 83
- 1960, 1 июля — образован Орджоникидзевский район в современных границах[11]
- 1964, 1 сентября — открыта школа № 99[23]
- 1965 — построен и сдан в эксплуатацию магазин «Юбилейный»[* 9] по улице Разведчиков, 52[14]
- 1966, 10 января — сдана в эксплуатацию центральная обогатительная фабрика (ЦОФ) «Северо-Байдаевская»[* 10][11]
- 1966 — построен и сдан в эксплуатацию магазин «Весенний»[* 11] по улице Разведчиков, 40[14]
- 1966, 1 января — сдана в эксплуатацию шахта «Байдаевская—Северная»[* 12][14]
- 1968, 11 ноября - создан Новокузнецкий горнотранспортный техникум
- 1979, 21 апреля — закончены работы по строительству Абашевской дамбы, общая протяженность — 350 погонных метров, площадь — 4 500 м²[24]
- 1979, июль — Новокузнецкий горисполком принял решение начать застройку  Новобайдаевского микрорайона от завода «Сантехлит»[* 13] до Байдаевского моста[24]
- 1980 — начало застройки Новобайдаевского микрорайона
- 1981 — создано Байдаевское шахтопроходческое управление (БШПУ)[14]
- 1981, 19 февраля — открыто трамвайное движение до остановки «Байдаевская»[25]
- 1983, январь — государственная комиссия приняла в эксплуатацию Кушеяковский участок шахты «Нагорная»[25]
- 1985 — открыта школа № 27[* 14][26]
- 1987, 18 апреля — открыто трамвайное движение до остановки «Таштагольская»[27]
- 1989 — начало застройки жилмассива шахты «Байдаевская» по Мурманской улице, состоящий из пяти жилых пятиэтажных и трёх жилых девятиэтажных домов
- 1992 — открыта школа № 56[28]
- 1992 — открыт детский сад № 96, расположенный по адресу ул. Зорге, 38[29]
- 1999 — вступила в строй шахта «Кушеяковская» угольной компании «Кузнецкуголь»[30]
- 2000, март — объединены шахты «Абашевская» и «Зыряновская»[31]
- 2006 — сдан в эксплуатацию ТРЦ «АЛПИ»[* 15] общей площадью 22 040 м²[32] по улице Рихарда Зорге, 17а
- 2008, 12 декабря — сдан в эксплуатацию ТРЦ «Полёт» общей площадью 12 575 м²[33] по проспекту Шахтёров, 19а
- 2010, 1 сентября — открыта школа № 110, уникальное учебное заведение — первая школа в области, где есть лифты, здесь созданы все условия для совместного обучения и детей с ограниченными возможностями здоровья[34]
- 2012, 23 августа — открыт Храм Рождества Христова, самый большой шахтёрский храм России (высота храма — 52 м), главный мемориал памяти погибшим шахтёрам Кемеровской области[35]

## Территориально-общественные самоуправления
- ТОС «Белые дома — Монтаж»
- ТОС «Зыряновка»
- ТОС «Новобайдаевка» квартал А
- ТОС «Новобайдаевка» квартал Б
- ТОС «Байдаевка»
- ТОС «Верхняя колония»
- ТОС жилого микрорайона «3/4»
- ТОС «Абашево»
- ТОС «Притомский»

Имеются отделы полиции — Новобайдаевский и Орджоникидзевский

### Почтовое деление
- 654002 Байдаевка (к востоку от Гвардейской, к западу от Магнитогорской и Герцена)
- 654013 Зыряновка к востоку от Тверского, к северу от Херсонской, к востоку от Скоростной, Абашево
- 654025 Зыряновка к востоку от Новаторов, к западу от Скоростной
- 654033 Верхняя колония
- 654084 Новобайдаевка (к западу от Гвардейской)
- 654086 Байдаевка к западу от Магнитогорской и Герцена, к югу от Херсонской, к западу от Тверского и Новаторов

## Улично-дорожная сеть
В районе 2 шоссе, 1 проспект, 232 улицы, 91 переулок, 10 проездов.

- Байдаевское
- Притомское

- Шахтёров

- 1-я Колыванская
- 2-я Колыванская
- 40 лет Победы
- Абашевская
- Автодорожная
- Азовская
- Алейская
- Алёнина Гора
- Амазонская
- Анадырская
- Антрацитная
- Астраханская
- Байдаевская
- Балочная
- Барабинская
- Батайская
- Безводная
- Безымянная
- Белогорская
- Белорецкая
- Белоярская
- Бородино
- Ботаническая
- Братьев Гаденовых
- Братьев Сизых
- Варяжская, Ватутина
- Вилюйская
- Воронежская
- Гаванская
- Гаршина
- Гвардейская
- Герцена
- Гжельская
- Гидротехническая
- Голубые Озёра (1-й проезд)
- Голубые Озёра (2-й проезд)
- Голубые Озёра (3-й проезд)
- Голубые Озёра (4-й проезд)
- Голубые Озёра (5-й проезд)
- Гранитная
- Гродненская
- Грозненская
- Далёкая
- Даргомыжского
- Демьяна Бедного
- День Шахтера
- Дзержинского
- Доватора
- Донбасская
- Дорстроевская
- Дружинина
- Дузенко
- Емельяновская
- Ереванская
- Жданова
- Жигулевская
- Загорская
- Зеленогорская
- Земная
- Зенковская
- Знаменская
- Золотой Рог
- Зорге
- Зыряновская
- Измайловская
- Инская
- Интернатная
- Иртышская
- Искитимская
- Кавказская
- Календарная
- Калтанская
- Камышовая
- Капитальная
- Карагандинская
- Кармелюка
- Кассиора
- Каховская
- Кинопрокатная
- Кирпичная
- Ковалевской
- Коккинаки
- Колпашевская
- Колыванская
- Кольская
- Кольчугина
- Коммунарка
- Котовского
- Крамского
- Красноводская
- Красноуральская
- Кривой Рог
- Крупской
- Крутоярская
- Кулундинская
- Курейная
- Кустарная
- Куюкова
- Лесостепная
- Литовская
- Логовая
- Львовская
- Магнитогорская
- Мариупольская
- Маркшейдерская
- Мебельная
- Междуреченская
- Менделеева
- Миргородская
- Монтажная
- Мундыбашская
- Мурманская
- Нарымская
- Насосная
- Неапольская
- Некрасова
- Немировича-Данченко
- Нижне-Тунгусская
- Николая Руднева
- Новаторов
- Новобайдаевская
- Новогодняя
- Новостройка
- Ногинская
- Норильская
- Односторонняя
- Олеко Дундича
- Ольховая
- Оршанская
- Осинники
- Осипенко
- Острогорская
- Отражательная
- Панфилова
- Парковая
- Паровозная
- Партизана Железняка
- Пархоменко
- Перекопная
- Перелесская
- Петропавловская
- Печерская
- Пешеходная
- Пирамидная
- Планетарная
- Плановая
- Подъемная
- Потанина
- Пражская
- Пржевальского
- Прибрежная
- Притомское шоссе
- Пушкина
- Радищева
- Раевского
- Разведчиков
- Раздольная
- Расковой
- Редутная
- Рейдовая
- Речная
- Российская
- Рощинская
- Рубцовская
- Рудничная
- Рылеева
- Салтыкова-Щедрина
- Сальская
- Саранская
- Саянская
- Сборная
- Севастопольская
- Сенокосная
- Серова
- Сибирская
- Сивашская
- Силикатная
- Скоростная
- Славгородская
- Слесарная
- Соликамская
- Соревнования
- Станичная
- Стахановская
- Степная
- Стрелочная
- Сусанина
- Сухая Речка
- Сухой Лог
- Тайгинская
- Таргайская
- Татарская
- Таштагольская
- Тверская
- Терновая
- Тернопольская
- Терсинская
- Толбухина
- Томь-Усинская
- Тополевая
- Трубопроводная
- Трудармейская
- Тузовского
- Тульская
- Тунгусская
- Тюменская
- Уральская
- Усинская
- Уссурийская
- Ухтомского
- Уютная
- Фесковская
- Фурманова
- Хасанская
- Херсонская
- Холмовая
- Чановская
- Чаплыгина
- Черемховская
- Черепановская
- Черняховского
- Чкалова
- Чулымская
- Чумышская
- Шахтостроевская
- Шолохова
- Шпальная
- Штольная
- Эстакадная
- Юбилейная

- Актюбинский
- Апшеронский
- Армейский
- Арочный
- Архангельский
- Безымянный
- Белогорский
- Братиславский
- Весёлый
- Винницкий
- Вишневый
- Гималайский
- Главный
- Горноспасательный
- Горностроительный
- Дальний
- Двойной
- Диксона
- Динамовский
- Дружинина
- Енисейский
- Жёлтый
- Житомирский
- Зелёный
- Зеркальный
- Златоустовский
- Зыряновский
- Индустриальный
- Инженерный
- Кавказский
- Календарный
- Каменогорский
- Кедровый
- Клубничный
- Конечный
- Котовского
- Логовой
- Лунный
- Магнитогорский
- Мебельный
- Менделеева
- Могилевский
- Муромский
- Неапольский
- Невельского
- Новогодний
- Областной
- Окружной
- Откосный
- Пархоменко
- Перелесский
- Плоскогорный
- Полярный
- Пражский
- Прибрежный
- Проездной
- Промежуточный
- Простой
- Ракетный
- Ровный
- Рудничный
- Серова
- Сестрорецкий
- Сибирский
- Согровый
- Степной
- Сухумский
- Тайлепский
- Тайшетский
- Талгарский
- Тверской,
- Телецкий
- Топографический
- Торговый
- Торцевой
- Тульский
- Тупиковый
- Ударный
- Уклонный
- Ульяновский
- Фастовский
- Финский
- Хребтовый
- Чановский
- Черниговский
- Черского
- Шахматный
- Шахтостроительный
- Шорский
- Яблоневый
- Январский

- Амзасский
- Ашмаринский
- Вольный
- Державина
- Заслонова
- Каштановый
- Ленинобадский
- Проточный
- Херсонский
- Школьный

## Парки и скверы

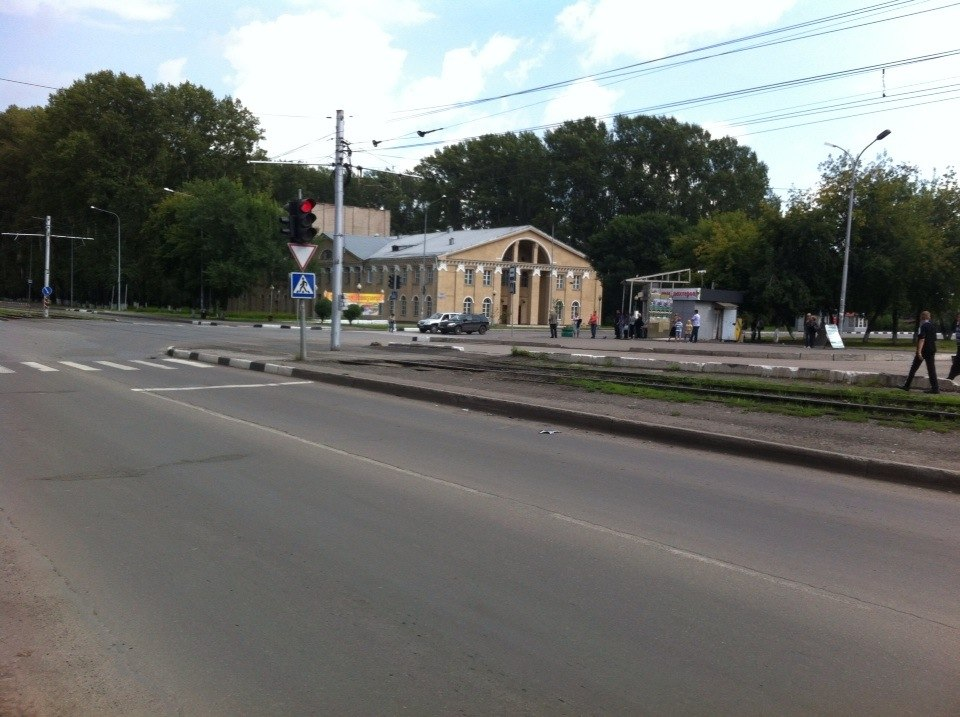
Дворец культуры имени XIX Партсъезда

В районе расположено два парка: у ДК им. В. Маяковского и у ДК им. XIX Партсъезда. Также имеются десять скверов:
- Сквер у часовни в честь иконы Божией Матери «Утоли моя печали» в память о шахтёрах, погибших на угольных предприятиях города Новокузнецка по улице Пржевальского
- Сквер по ул. Новаторов
- Сквер у школы № 53 по Мурманской улице
- Сквер по Дорстроевской улице ТУ «Притомский»
- Сквер у торгового центра ТУ «Притомский»
- Сквер у общежития № 7 по улице Олеко Дундича ТУ «Притомский»
- Зелёная зона Новобайдаевского микрорайона по улице 40 лет Победы
- Аллея памяти в честь 60-летия Победы по улице 40 лет Победы
- Сквер у дома по адресу: улица Дузенко, дом 3
- Сквер на улице Братьев Гаденовых

## Памятники истории и культуры района
Памятники:
- Памятник «Погибшим шахтерам шахты Байдаевская» по ул. Мурманская (открытие памятника состоялось 9 мая 1967 года в 22-х летнюю годовщину Победы)
- Памятник «Воинам Орджоникидзевского района, погибшим в боях за Родину в период Великой Отечественной войны 1941—1945 годов» по ул. Пушкина
- Захоронение «Шахтерам шахты „Байдаевская“, погибшим на трудовом посту в 1944 году» на Байдаевском кладбище
- Иностранное воинское захоронение Венгерских военнопленных в районе электроподстанции ЦОФ «Абашевская»
- «Часовня в честь иконы Божией Матери „Утоли моя печали“ построена по инициативе Губернатора Кемеровской области А. Г. Тулеева, Главы города Новокузнецка С. Д. Мартина, Генерального директора ОАО ОУК „Южкузбассуголь“ В. Г. Лаврика в память о шахтерах, погибших на угольных предприятиях Новокузнецка, освящена архиепископом Кемеровским и Новокузнецким Софронием 28 августа 2005 года в праздник Успения Пресвятой Богородицы»

## Транспорт
По территории района проходят автобусные маршруты № 2, 3, 4, 5, 12, 13, 19, 23, 27к, 56, 60, 87, 345; трамвайные маршруты № 2, 6, 8, 9. 
В разное время (до проведенной в 2020-м году транспортной реформы) в районе также курсировали автобусные маршруты № 1, 5а, 5э, 20, 21, 23 (старый маршрут), 26, 27, 29, 29а (позже 30), 47, 47а, 60 (маршрутное такси), 61, 61а, 84.
На ост. "Байдаевский мост" останавливаются автобусы пригородного и междугороднего сообщения (№ 104, 152, 164, 168, 169, 350, 550, 604).

## Маршрутная сеть

### Трамвайные маршруты
| Маршрут | Начальная остановка | Конечная остановка              | Примечания          | Депо | Выпуск |
| ------- | ------------------- | ------------------------------- | ------------------- | ---- | ------ |
| 2       | к/ст "НКМК"         | к/ст "Байдаевская"              | По Кузнецкому шоссе | 1,3  | 12/10  |
| 6       | к/ст "Транспортная" | к/ст "Собор Рождества Христова" | По улице Обнорского | 1,3  | 8/5    |
| 8       | к/ст "Транспортная" | к/ст "Собор Рождества Христова" | По Кузнецкому шоссе | 1,3  | 8/5    |
| 9       | к/ст "НКМК"         | к/ст "Байдаевская"              | По улице Обнорского | 1,3  | 6      |

### Автобусные маршруты
| Маршрут | Начальная остановка    | Конечная остановка             | Примечания                                                                               | Перевозчик           |
| ------- | ---------------------- | ------------------------------ | ---------------------------------------------------------------------------------------- | -------------------- |
| 2       | Абашево                | Нагорная                       | По ул. Автодорожной; ул. Зенковской                                                      | ИП Потанин           |
| 3       | Абашево                | Шолохова                       | По ул. Разведчиков; ул. Мурманской; ул. Некрасова; ул. Зорге                             | ООО «Питеравто»      |
| 4       | Абашево                | Притомский                     | По ул. Герцена; Притомскому шоссе                                                        | ООО «Питеравто»      |
| 5       | Абашево                | Вокзал                         | По ул. Разведчиков; пр. Шахтёров; ул. Обнорского; пр. Бардина                            | ООО «Питеравто»      |
| 6       | Советская Площадь      | Баки                           | летний                                                                                   | ООО «Питеравто»      |
| 12      | Абашево                | с/о "Жемчужина"                | летний                                                                                   | ООО «Питеравто»      |
| 13      | Абашево                | 5-я ферма                      | По ул. Разведчиков; ул. Герцена; пр. Шахтёров; Байдаевскому шоссе                        | ООО «Питеравто»      |
| 19      | Зыряновские сады       | Дом Рыбака                     | летний                                                                                   | ООО «Питеравто»      |
| 23      | Веры Соломиной         | Шолохова                       | По пр. Шахтёров; ул. Ленина; ул. Кирова; ул. Рудокопровой                                | ООО «Питеравто»      |
| 27к     | Челюскина              | Шолохова                       | По ул. Рудокопровой; пр. Курако; ул. Циолковского; пр. Дружбы; ул. Обнорского            | ООО «ГК Профи»       |
| 56      | Абагур-Лесной          | Вокзал                         | По пр. Шахтёров; ул. Обнорского; пр. Дружбы; ул. Транспортной                            | ООО «Питеравто»      |
| 60      | Вокзал                 | Шолохова                       | По пр. Шахтёров; Байдаевскому шоссе; Ферросплавному пр-д; ул. Обнорского; пр. Дружбы     | ООО «Питеравто»      |
| 87      | Абашево                | ТЦ «Лента» (Новоильинский р-н) | По пр. Авиаторов; Ильинскому шоссе; пр. Строителей; ул. Обнорского; Байдаевскому шоссе   | ООО «Питеравто»      |
| 104     | Новокузнецк Автовокзал | Осинники                       | ч/з ул. Обнорского; Байдаевское шоссе; пос. Высокий                                      | Прокопьевское ГПАТП  |
| 152     | Новокузнецк Автовокзал | ГРЭС                           | ч/з ул. Обнорского; Байдаевское шоссе                                                    | Междуреченское ГПАТП |
| 164     | Новокузнецк Автовокзал | пос. Высокий                   | ч/з ул. Обнорского; Байдаевское шоссе                                                    | АО «ПАТП»            |
| 168     | Новокузнецк Автовокзал | Елань                          | ч/з ул. Обнорского; Байдаевское шоссе                                                    | АО «ПАТП»            |
| 169     | Новокузнецк Автовокзал | Ивановка                       | ч/з ул. Обнорского; Байдаевское шоссе                                                    | АО «ПАТП»            |
| 345     | Абашево                | Трест КМС                      | По ул. Герцена; пр. Шахтёров; ул. Ленина; пр. Бардина; пр. Металлургов; Заводскому шоссе | АО «ПАТП»            |
| 350     | Новокузнецк Автовокзал | Мыски                          | ч/з ул. Обнорского; Байдаевское шоссе                                                    | ООО «Автобус 142»    |
| 550     | Новокузнецк Автовокзал | Междуреченск                   | ч/з ул. Обнорского; Байдаевское шоссе                                                    | Междуреченское ГПАТП |
| 604     | Кемерово               | Междуреченск                   | ч/з ул. Обнорского; Байдаевское шоссе                                                    | Междуреченское ГПАТП |

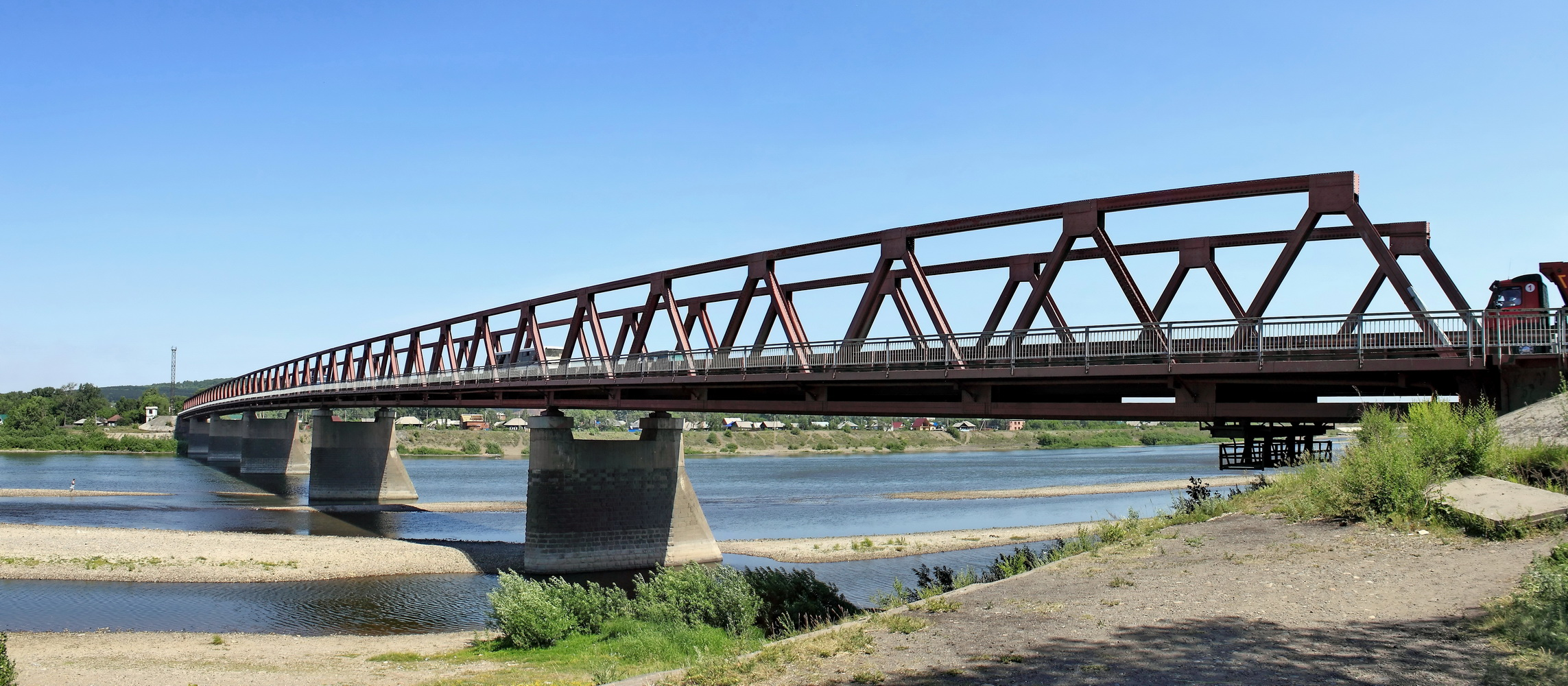
Байдаевский мост

Железнодорожный транспорт в районе представлен Байдаевским депо ОАО «Кузнецкпогрузтранс». Оно эксплуатирует подъездной путь от ст. Обнорская ЗСЖД к шахте «Абашевская» с двумя станциями: Байдаевка и Абашево. До 1995 года на этом участке осуществлялось пассажирское сообщение. Используются тепловозы серий ТЭМ2, ТЭМ2У, ТЭМ18, ТЭМ18ДМ. Имеется путейская и снегоочистительная техника. Услугами железной дороги в районе пользуются:
- ЦОФ Абашевская
- Шахта «Абашевская»
- УМТС АО КО
- Шахтоснабжение по ул. Скоростная

Железнодорожная станция «Остановочная платформа Площадка» в п. Притомский на левом берегу Томи.

## Промышленность и торговля
Предприятия района:
- Завод микропроцессорной техники — Энергия
- ООО «АТП Южкузбассуголь»,
- ОАО «Пассажиравтотранс»,
- Байдаевское депо ОАО «Кузнецпогрузтранс»
- ООО «Байдаевская автобаза»,
- ООО «Шахта Абашевская»,
- ОАО «ЦОФ Абашевская».
- Абашевский машиностроительный завод
- АМК-Сибирь

Торговые центры и рынки:
- ТРЦ «Полёт»,
- ТРЦ «Сибирский городок»,
- ТЦ «Восток»,
- ТЦ «Новобайдаевский»,
- Байдаевский рынок,
- Абашевский рынок,
- Рынок «Белые Дома».

## Образование

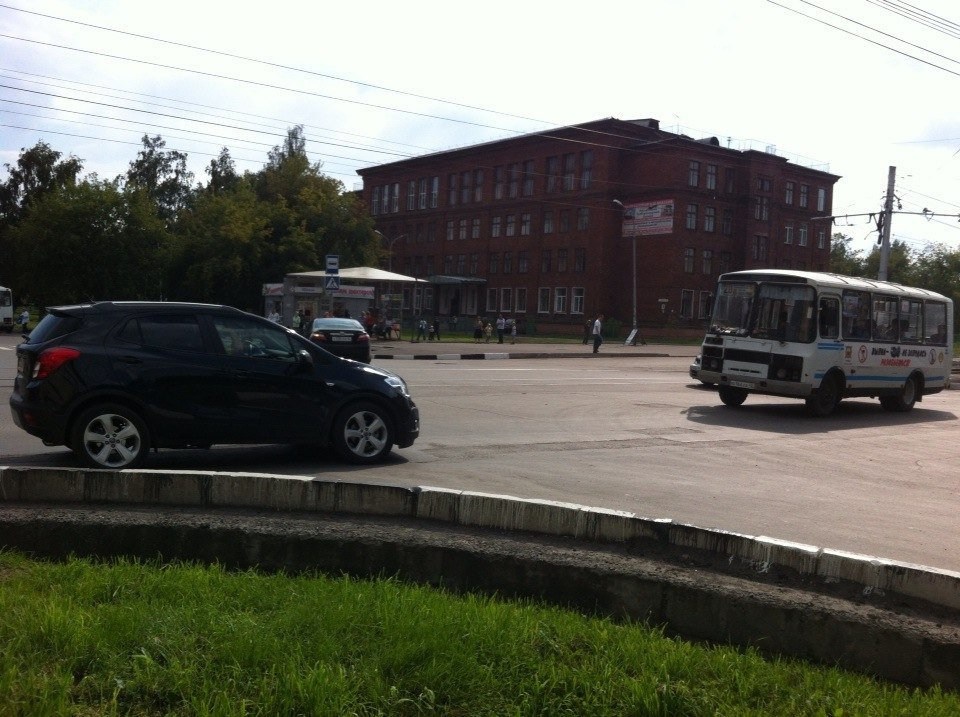
Школа № 53 на пересечении улиц Разведчиков и Мурманская)

Образовательная сеть района представлена 18 детскими садами, 14 школами, станцией юных техников, домом детского творчества, детско-юношеским центром «Уголёк».
Образовательные учреждения среднего профессионального образования — Новокузнецкий горнотранспортный колледж и горное отделение Кузнецкого индустриального техникума. ВУЗы — Кузбасская православная духовная семинария. Образовательное учреждение начального профессионального образования — Профессиональное училище № 50. Учреждение высшего профессионального образования — Кузбасская православная духовная семинария, Филиал Томского государственного архитектурно-строительного университета в г. Новокузнецке.

## Религия
В районе расположены:

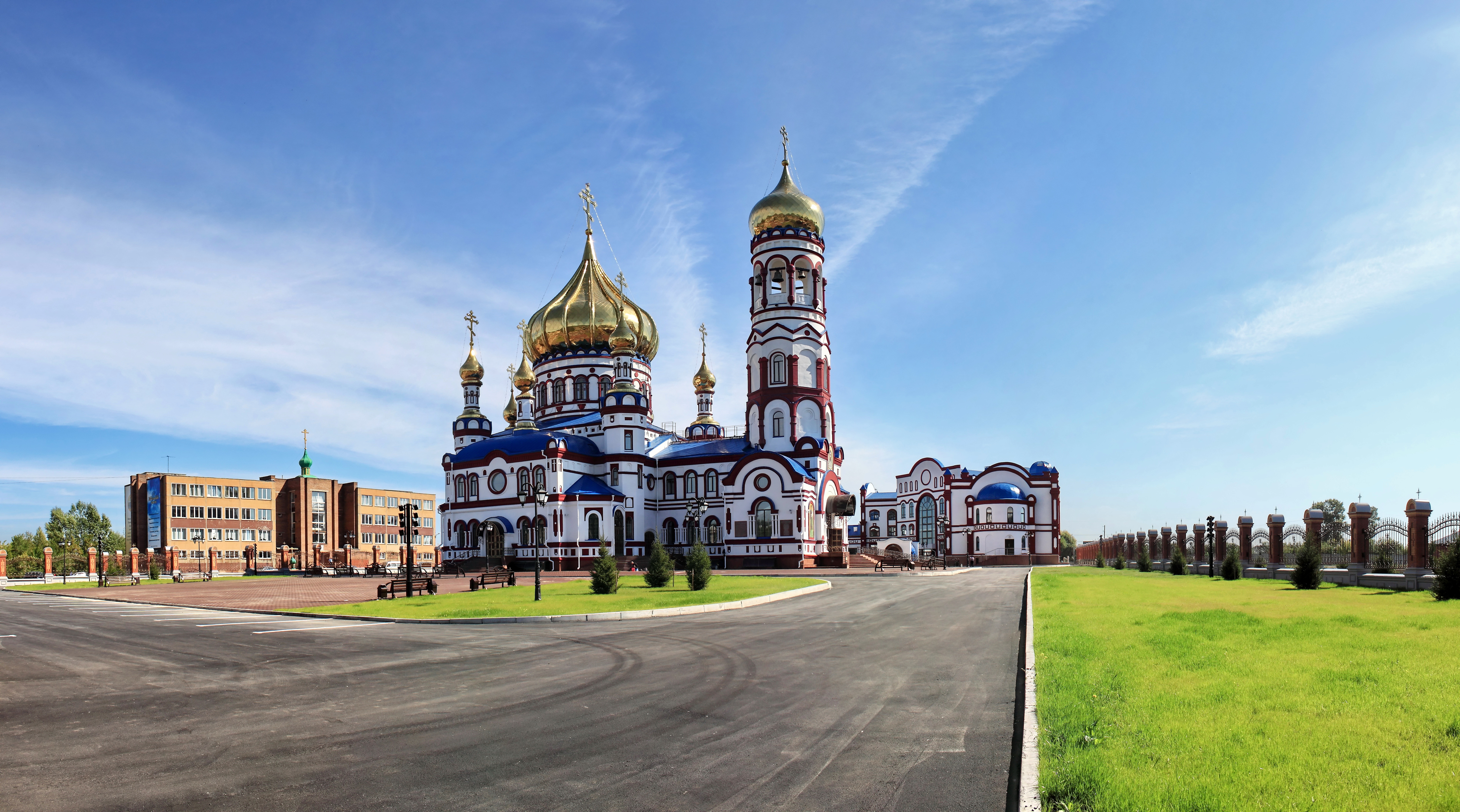
Собор Рождества Христова

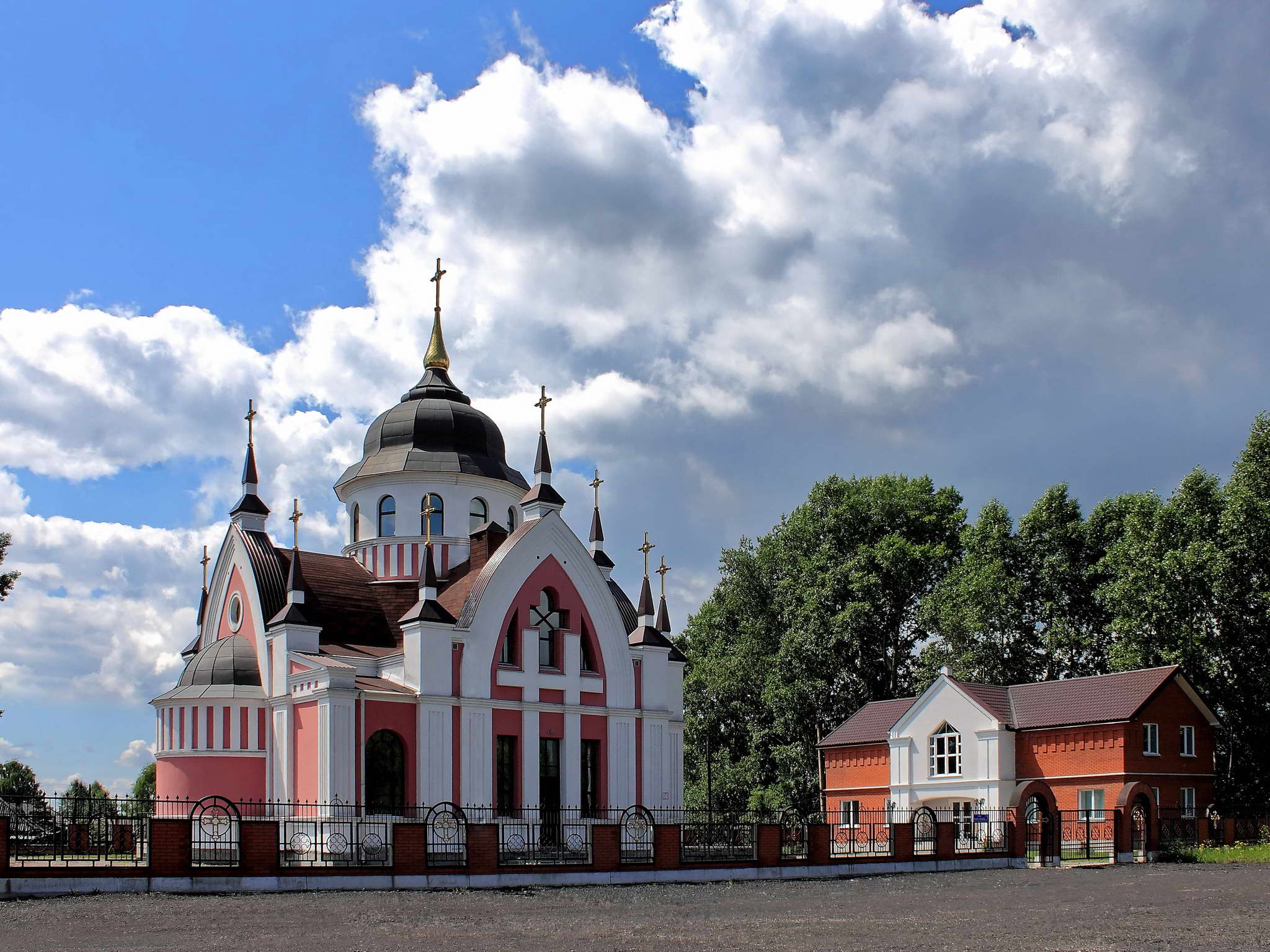
Католический храм св. Иоанна Златоуста

- Православный Собор Рождества Христова (Зыряновская ул., д. 97а),
- Католический Храм Святого Иоанна Златоуста (ул. Разведчиков, д. 3),
- Православная Церковь Святых апостолов Петра и Павла (Зыряновская ул., д. 97),
- Православный Храм иконы божией Матери Всецарица (ул. Дузенко, д. 7),
- Православная Церковь Святого Святителя Софрония, епископа Иркутского (Сивашская ул., д. 29),
- Православная Церковь Святого мученика Ионна Война (ул. Доватора, д. 1),
- Исламская мечеть Чулпан (Зыряновская ул., д. 40),
- Молитвенный дом Второй церкви Евангельских христиан-баптистов г. Новокузнецка (Тайгинская ул., д. 1).